# Uncle Sam
Uncle Sam (hrv. Ujak Sam) je nacionalna personifikacija američke vlade ili Sjedinjenih Američkih Država općenito, prema legendi, prvi put se koristio za anglo-američki rat te je dobio ime po Samuelu Wilsonu. Pravo podrijetlo Ujaka Sama, do dan danas je nepoznato.  Uncle Sam predstavlja manifestaciju domoljubne emocije.
Ujak Sam prvi put je spomenut u knjizi iz 1816. godine,  "The Adventures of Uncle Sam in Search After His Lost Honor" pisca Fredericka Augustusa Fidfaddya.  Ujak Sam je spomenut još i ranije,  godine 1775., u tekstu originalne inačice narodne pjesme "Yankee Doodle"  američkog rata za neovisnost.  Nije jasno je li Uncle Sam korišten samo kao metafora za SAD, ili je postojala osoba imena Sam. Tekst pjesme slavi vojne napore mlade nacije i opkoljenje Britanaca u Bostonu.

## Rane personifikacije
Najranija narodna personifikacija Sjedinjenih Američkih Država je bila "Columbia", a prvi put se pojavila 1738. godine, te je ponekad bila simbol slobode. 
 Kada je nastupio američki rat za neovisnost, "Brat Jonathan" je bio nova personifikacija, a Ujak Sam se konačno pojavio nakon završetka anglo-američkog rata.
Međutim, prema članku iz 1893. godine iz The Lutheran Witness, Ujak Sam je jednostavno bilo drugo ime za Brata Jonathana:
"Kada ga susrećemo u politici, zovemo ga Ujak Sam; kada ga susrećemo u zajednici, zovemo ga Brat Jonathan.  U starom "aliasu" Ujaka Sama, Brat Jonathan je često samo prigovarao, rijetko je radio išta drugo."
Osim toga, knjiženje iz ožujka 24., 1810. pisca Isaaca Mayoa govori:
teško sidro stajalo je dolje u luci, prošlo je Sandy Hook, gdje su dvije svijetle kuće, i staviti u more, prvi i drugi dan najsmrtonosnije morske bolesti, oh, da li sam mogao ići na putovanje u visine, kunem se, taj ujak Sam, kako ga već zovu, sigurno bi zauvijek izgubio usluge barem jednog mornara.

## Evolucija
Ujak Sam je po pretpostavci nazvan po Samuelu Wilsonu, pakeru mesa iz Troya, New York koji je isporučivao obroke za vojnike tijekom anglo-američkog rata. U to vrijeme, uvjet je bio da proizvođač zaštampa svoje ime na proizvode koje su slali kako bi se znalo da ga upravo oni šalju. Wilsonovi proizvodi označavali su se: "E.A – US." Kada je netko pitao što inicijali predstavljaju, jedan radnik se našalio i rekao: "Elbert Anderson (poduzetnik) i Ujak Sam", odnoseći se na Sama Wilsona, iako US. označava "United States".  Postoje sumnje za ovu teoriju, jer se teorija nije pojavila sve do 1842. Dodatno, najraniji napisani dokaz za ime "Ujak Sam" pojavio se 1810. godine, u Wilsonovom ugovoru s vladom. Već od 1835, Brat Jonathan pozivao se na Ujaka Sama, implicirajući kako dvojac simbolizira različite pojmove: Brat Jonathan bio je simbol same države, dok Ujak Sam predstavlja vladu i njenu moć.
Tijekom 1850-ih, imena Brat Jonathan i Ujak Sam izmjenično su se koristila, sve dok se slike Brata Jonathana nisu počele zvati Ujak Sam. Pojavljivanja personifikacija varirala su.  Na primjer, jedan prikaz Ujaka Sama iz 1860.  izgledao je poput Benjamina Franklina, dok je suvremeni prikaz Brata Jonathana upučivao na modernu inačicu Ujaka Sama, osim njegove kozje bradice.
Međutim, Ujak Sam nije bio standarno prikazivan, čak i uz odustajanje od od Brata Jonatana pred kraj Građanskog rata. Sliku Ujaka Sama kreirao je James Montgomery Flagg, inspiriran posterom Lorda Kitchenera u sličnoj pozi. Ujak Sam je ilustracija: starijeg muškarca s bijelom kosom i kozjom bradicom, dok nosi šešir s bjelim zvjezdicama, plavi kaput i hlače s crveno-plavim prugama.
Slika Ujaka Sama prvi put je prikazana javnosti na naslovnici časopica Leslie's Weekly izdanog 6. srpnja 1916. godine, s naslovom "Što radiš za pripravnost?" Više od 4 milijuna kopija slike isprintano je između 1917. i 1918.
Columbia se pojavljivala ili s Bratom Jonathanom ili Ujakom Samom, ali kasnije se njena personifikacija maknula iz uporabe, sve dok nije postala maskota Columbia Picturesa u ranim 1920-ima.
Flaggova slika je uvelike korištena tijekom Drugog svjetskog rata, u kojem je SAD- koristio kodno ime "Samland". Naziv je također istaknut u pjesmi "The Yankee Doodle Boy", koja je bila dio mjuzikla iz 1942. godine Yankee Doodle Dandy.
Postoje dva spomenika Ujaku Samu, oba predstavljaju Samuela Wilsona: "Memorijalna statua Ujaka Sama" u Arlington, Massachusetts, u njegovom rodnom gradu; i memorijal pored grada u kojem je dugo prebivao, Riverfront Park, Troy, New York. Wilsonova rodna kuća još se uvijek može posjetiti u Mason, New Hampshire.  Umro je 31. srpnja, 1854., u dobi od 87, te je pokopan u Oakwood Cemetery, Troy, New York.
Godine 1989., "Dan Ujaka Sama" postao je služben. određen za 13. rujna 1989. kao "Uncle Sam Day", ujedno i na dan rođenja Samuela Wilsona. Godine 2015., kompanija za povijest obitelji, MyHeritage, pretražila je obiteljsko stablo Ujaka Sama, i tvrde kako su pronašli potomke Ujaka Sama.

## Vanjske poveznice
- (engl.) Ujak Sam: Čovjek i mem, Natalie Elder (Nacionalni muzej američke povijesti)
- (engl.) Povijesne slike Ujaka Sama
- (engl.) James Montgomery Flagg's 1917 "I Want You" Poster and other works
- (engl.) Koje je podrijetlo Ujaka Sama?  Arhivirana inačica izvorne stranice od 20. srpnja 2008. (Wayback Machine)
- (engl.) Civil War Harper's Weekly newspaper